# Nissan Z

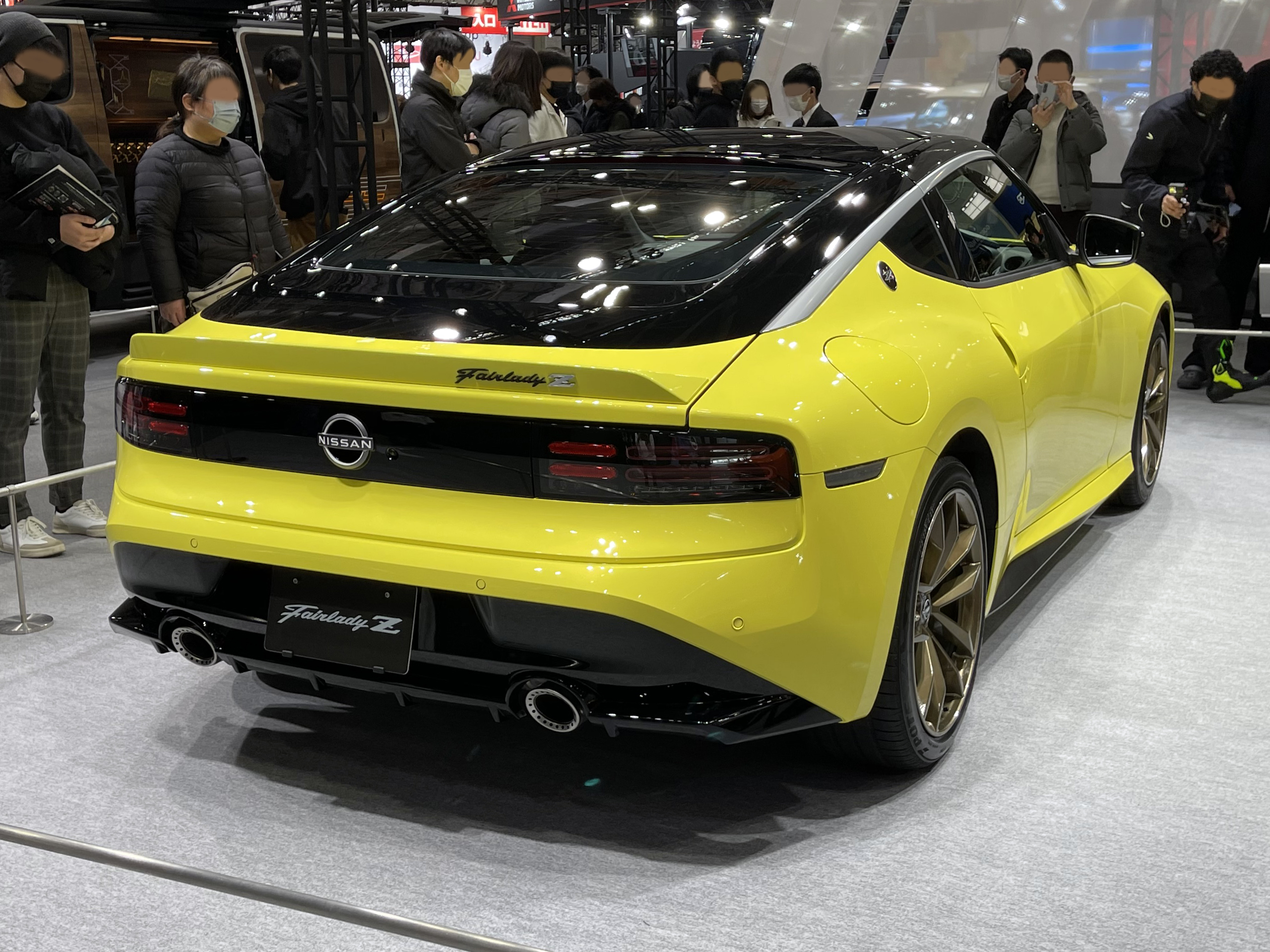
Heckansicht

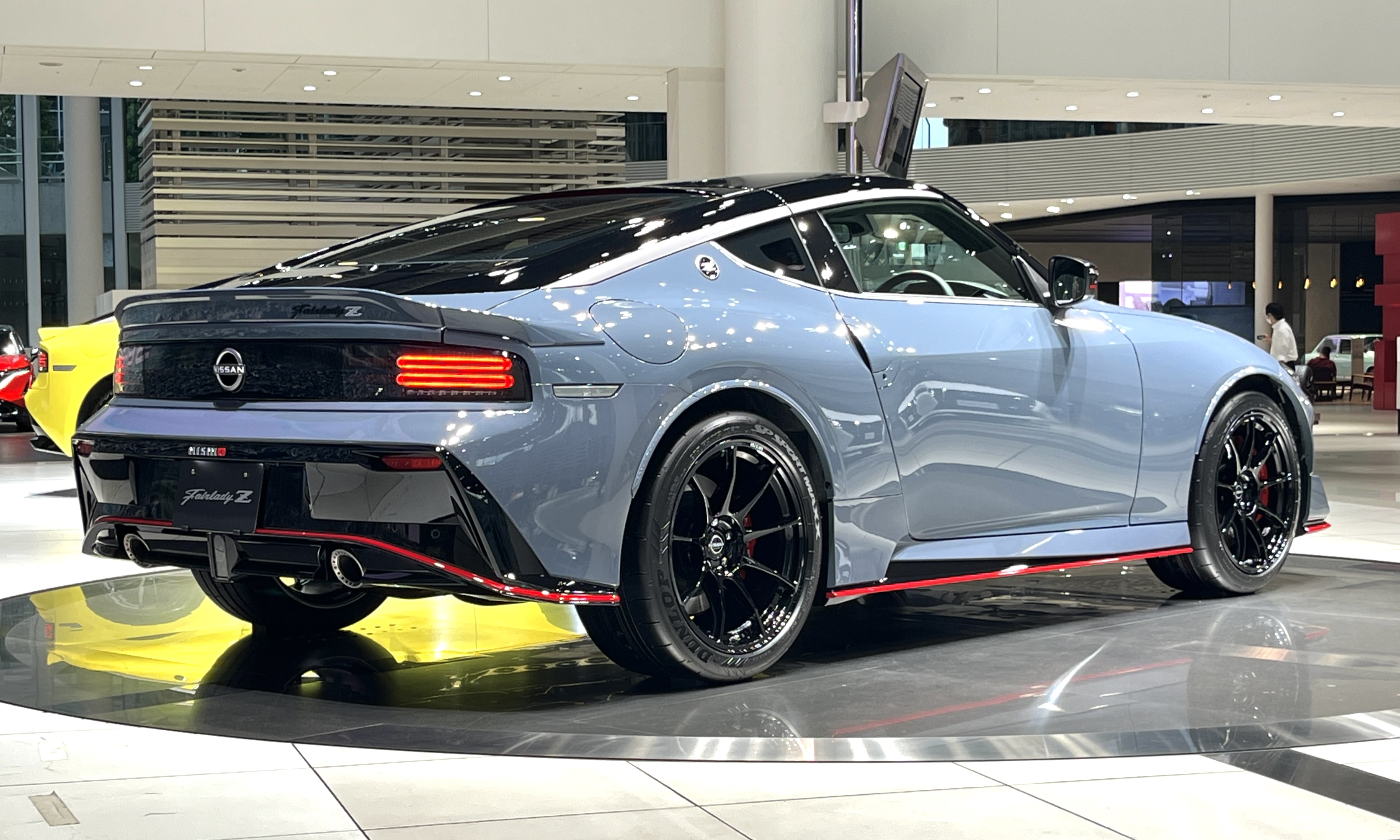
Nissan Z Nismo (seit 2023)

Der Nissan Z ist ein Sportwagen des japanischen Automobilherstellers Nissan, der erstmals am 18. August 2021 präsentiert wurde. In Japan wird er als Nissan Fairlady Z verkauft.
Seit Sommer 2022 ist die Baureihe in Japan und Nordamerika erhältlich. In Europa wird die Baureihe im Gegensatz zu ihren Vorgängermodellen aufgrund strenger Abgasvorschriften nicht mehr angeboten.

## Übersicht
Der Nissan Z ist der Nachfolger des 2020 ausgelaufenen 370Z und reiht sich damit in die über 50-jährige Geschichte der Nissan Z-Reihe ein. Er basiert wie der Vorgänger 370Z auf der Nissan FM Z34-Plattform, ist jedoch sonst vollständig neu entwickelt. Der Modellcode für den Z lautet „RZ34“. Spekulationen, das Modell könnte aufgrund der Leistungsangaben „Nissan 400Z“ heißen, wurden nicht bestätigt. Im August 2021 wurde die Baureihe schlicht als „Nissan Z“ vorgestellt.

## Design
Der Nissan Z greift Designelemente verschiedener voriger Modelle der Z-Baureihe auf. So ist etwa das Frontdesign mit dem rechteckigen Kühlergrill vom Datsun 240Z inspiriert, das Heckdesign mit den horizontal verlaufenden Rückleuchten in einer schwarzen Blende soll an den Nissan 300ZX (Z32) erinnern. Ebenso ist die Gestaltung der Motorhaube, deren Wölbung in einer Art Y-Form verläuft, ein Verweis auf den 240Z, der eine ähnliche Motorhaubenform hatte. Auch das Design der Frontscheinwerfer mit den zwei gebogenen LED-Streifen wurde von vergangenen Z-Generationen inspiriert. Des Weiteren sind die vertikal öffnenden Türgriffe an die des Nissan 350Z angelehnt. Auf beiden Seiten des Autos ist hinter dem Seitenfenster jeweils noch ein Z-Emblem, so wie es auch der Datsun 240Z hatte. In der Heckscheibe des neuen Z steht „Since 1969“, was an die Geschichte der Z-Baureihe erinnern soll. Ein limitiertes Sondermodell ist die „Heritage Edition“, die im Juni 2024 vorgestellt wurde. Sie ist in der Farbe Sight Orange lackiert. Gegenüber dem Serienmodell ist der Kühlergrill geteilt, was eine Reminiszenz an den Datsun 240Z darstellt.

## Ausstattungsvarianten
Den Nissan Z gibt es zunächst in den Varianten Sport und Performance. In Performance sind unter anderem ein Sperrdifferenzial, 19-Zoll-Aluräder (18-Zoll bei Sport) und Lederausstattung enthalten. Zudem gibt es in der Performance-Ausstattung ein integriertes Navigationssystem sowie ein Bose-Soundsystem serienmäßig. Des Weiteren gibt es zum Start des neuen Z noch die auf 240 Exemplare limitierte Edition Z Proto, die einige Designelemente des 2020 vorgestellten Prototypen aufgreift.
Die sportlicher gestaltete Version Nismo debütierte im August 2023.

### Preise
Die Variante Sport startet in den USA bei 41.015 USD, Performance bei 51.015 USD. Die Variante Z Proto ist mit 54.015 USD angegeben, ist aber bereits ausverkauft.

## Technische Daten
Angetrieben wird der Nissan Z in allen Varianten von einem VR30DDTT 3,0-Liter V6-Motor mit zwei Turboladern, der 298 kW (405 PS) (im Nismo 313 kW (426 PS)) bei 6400/min leistet und ein maximales Drehmoment von 475 Nm (Nismo: 521 Nm) wahlweise an ein 6-Gang-Schaltgetriebe oder über ein 9-Gang-Automatikgetriebe an die Hinterräder abgibt. Der gleiche Motor wird auch in den Modellen Infiniti Q50 und Q60 Red Sport verbaut. Mit einem Leergewicht von 1581 kg (Schaltgetriebe) bzw. 1610 kg (Automatik) ist der neue Nissan Z rund 70 kg schwerer als der Vorgänger 370Z.
| Kenngrößen                  | Sport/Performance                                   | Nismo                          |
| Motorart:                   | Sechszylinder V-Ottomotor                           | Sechszylinder V-Ottomotor      |
| Ventile                     | 24                                                  | 24                             |
| Motoraufladung:             | Biturbo                                             | Biturbo                        |
| Hubraum:                    | 2997 cm³                                            | 2997 cm³                       |
| Max. Leistung:              | 298 kW (405 PS) bei 6400 min−1                      | 313 kW (426 PS) bei 6400 min−1 |
| Max. Drehmoment:            | 475 Nm bei 1600–5600 min−1                          | 521 Nm bei 2000–5200 min−1     |
| Antriebsart:                | Hinterradantrieb                                    | Hinterradantrieb               |
| Getriebe:                   | 6-Gang-Schaltgetriebe oder 9-Gang-Automatikgetriebe | 9-Gang-Automatikgetriebe       |
| Messwerte                   |                                                     |                                |
| Höchstgeschwindigkeit       | 250 km/h                                            | 250 km/h                       |
| Beschleunigung, 0–100 km/h: | 4,7 s                                               | 4,0 s                          |
| Maße und Gewichte           |                                                     |                                |
| Länge:                      | 4379 mm                                             | 4399 mm                        |
| Breite:                     | 1844 mm                                             | 1869 mm                        |
| Höhe:                       | 1316 mm                                             | 1316 mm                        |
| Radstand:                   | 2550 mm                                             | 2550 mm                        |
| Leergewicht:                | 1570–1634 kg                                        | 1680 kg                        |
| Kofferraumvolumen:          | 195 l                                               | 195 l                          |
| Tankinhalt:                 | 62 l                                                | 62 l                           |